# Ender Memet
Ender Memet (ur. 22 lutego 1967 w Konstancy) – rumuński zapaśnik walczący w stylu klasycznym. Trzykrotny olimpijczyk. Odpadł w eliminacjach w Barcelonie 1992, dwunasty w Atlancie 1996 i dziewiąty w Sydney 2000. Startował w kategorii 68–69 kg.
Siedmiokrotny uczestnik mistrzostw świata, srebrny medalista w 1993 i brązowy w 1997. Szósty na mistrzostwach Europy w 1998 roku.
- Turniej w Barcelonie 1992

Przegrał z Tuomo Karilą z Finlandii i Jaroslavem Zemaneem z Czechosłowacji.
- Turniej w Atlancie 1996

Pokonał Valeriego Nikitina z Estonii, a przegrał z Liubalem Colásem z Kuby i Yalcinem Karapinarem z Turcji.
- Turniej w Sydney 2000

Zwyciężył Ali Abdo z Australii a przegrał z Filiberto Ascuyem z Kuby.